# Садаев, Ризван Яралыевич
Ризва́н Яралы́евич Сада́ев (26 августа 1979 года) — российский футболист, нападающий (ранее — полузащитник).

## Карьера
Начинал карьеру в «Ангуште» (Назрань), который выступал во втором дивизионе ПФЛ. После того как стало ясно, что грозненский «Терек» заявится в первенство России, перешёл в клуб из столицы Чечни. Вместе с клубом вышел в Первый дивизион. Вторые круги как сезона 2003 года, так и 2004 провёл в аренде в пятигорском клубе «Машук-КМВ». 6 ноября 2005 года сыграл свой единственный матч в российской Премьер-лиге, после перерыва выйдя на замену Владимиру Корытько в домашнем матче против московского «Локомотива». В январе 2007 года сообщалось, что Садаев близок к переходу в «Машук-КМВ», однако контракт с клубом не был подписан. В 2008 году выступал за «Кавказтрансгаз-2005» Рыздвяный. В 2010 году в составе «Вайнаха» Шали был признан лучшим футболистом первенства Чечни.